# Eremobates aztecus
Eremobates aztecus är en spindeldjursart som beskrevs av Pocock 1902. Eremobates aztecus ingår i släktet Eremobates och familjen Eremobatidae. Inga underarter finns listade i Catalogue of Life.